# Kinderbeuern
Kinderbeuern é um município da Alemanha, localizado no distrito Bernkastel-Wittlich, no estado de Renânia-Palatinado.